# Славные времена с оружием
Сла́вные времена́ с ору́жием (англ. Good Times With Weapons) — 1 эпизод 8 сезона (№ 112) сериала «Южный парк», премьера которого состоялась 17 марта 2004 года. Этот эпизод известен сочетанием анимации в традиционном для сериала стиле и целого ряда сцен, сделанных в пародирующем «аниме» стиле. Эпизод является одним из самых популярных в сериале: он вошёл на DVD с любимыми эпизодами Паркера и Стоуна «South Park: The Hits», был назван вторым среди любимых эпизодов фанатов в США и третьим — в Великобритании.

## Сюжет
Стэн, Кайл, Картман и Кенни ходят по городской ярмарке и восхищённо разглядывают прилавки. На одном из них они замечают японское оружие и решают его купить. Продавец просит разрешения родителей ребят на покупку оружия, но те начинают рыдать и говорить, что их родители недавно погибли; сочувствующий продавец продаёт им оружие просто так. Взяв оружие, ребята называют свои ниндзя-имена и в этот момент превращаются в аниме-персонажей, нарисованных в стереотипном стиле.
«Ниндзя» решают похвастаться перед своими товарищами, попутно переругиваясь друг с другом (к примеру, Кайл говорит Картману, что тот не может придумывать себе любую силу, какую захочет). Сначала они идут к Крейгу — тот восхищён; затем они встречают Баттерса. Тот впечатлён их оружием и просит поиграть в ниндзя с ними, но они ему отказывают. Тогда Баттерс идёт домой и надевает костюм профессора Хаоса, превращаясь в разрушающего всё на своём пути аниме-злодея. Он догоняет детей, и у них начинается «битва». Она демонстрируется в соответствующем стиле, но по сути ребята просто машут своим оружием и кричат; кроме того, после того, как Кайл и Стэн лишаются оружия, Кайл разрешает Эрику снова придумывать себе любые силы, после чего тот превращает Кайла в цыплёнка. После этого Кенни кидает свой сюрикэн в Баттерса по-настоящему; сюрикэн вонзается ему в глаз.
Ребята узнают в своём противнике Баттерса и с ужасом думают, что им теперь делать. Кайл говорит, что его нельзя отдать в больницу, потому что тогда о покупке оружия узнает его мама, чего он панически боится. Ребята не решаются сами вынуть сюрикэн из глаза и, наконец, придумывают переодеть Баттерса щенком и сдать в ветеринарную клинику. Нацепив на него шерсть пса Стэна Спарки, они идут в ветеринарную клинику, однако по пути встречают Крейга, Клайда, Токена и Джимми: те купили оружие, воспользовавшись той же ложью, и теперь вызывают «ниндзя» на бой. Картман сажает Баттерса в духовку старой электроплиты, и начинается «бой Токугавы» под песню «Let’s Fighting Love».
Закончив «сражение», мальчики замечают, что Баттерс исчез. Они начинают его искать и встречают Шефа, который отправляется на крупный аукцион. Тем временем выясняется, что Баттерс добрался самостоятельно до обычной больницы; там его принимают за щенка, и доктор, который не умеет лечить собак, отправляет Баттерса в собачий приют для усыпления, откуда Баттерс сбегает.
Мальчики добираются до аукциона и видят, что Баттерс в полубессознательном состоянии находится с противоположной стороны возле трибуны. На аукционе сидят родители всех детей; те думают, как быть, и Картман вспоминает, что, помимо прочего, он наделён силой невидимости. Он снимает одежду и (в аниме-варианте) исчезает, после чего начинает идти прямо по трибуне. Однако, на самом деле он идёт по ней на цыпочках абсолютно голый. Все в ужасе, а родители Баттерса замечают сына возле трибуны.
В финале в городе происходит большое собрание. Там же можно заметить и Баттерса (из его глаза уже вынули звезду и наложили повязку) со своими родителями. Взрослые негодуют, и мальчики думают, что им попадёт. Однако, постепенно они осознают, что всем наплевать на купленное ими оружие; все злятся из-за того, что Картман стоял на сцене голым, и его пенис даже показали по телевизору. Стэн, Кайл и Кенни понимают, что «взрослым плевать на насилие, если можно попереживать из-за порнографии». Они втроём выходят на улицу, преображаются в своих аниме-двойников и говорят, что «у ниндзя осталось ещё много работы».

## Создание
Хотя обычно работа над эпизодом «Южного парка» занимает 4-5 дней, этот делался около трёх недель; самым сложным для аниматоров стало создание новых персонажей для каждого героя. Они пытались использовать традиционные методы анимации, при этом стараясь, чтобы аниме-эпизоды напоминали типичное аниме. Благодаря тому, что многие участники команды создателей сериала, включая Паркера, знают японский, использовать в серии японские фразы и выражения не составило проблемы. В итоге эту работу создатели сериала считают одной из своих наибольших удач: для Паркера и Стоуна «Славные времена с оружием» являются одной из любимых серий, в числе любимых называет эпизод аниматор шоу Лесли Хьюр.

### HD-версия
6 марта 2007 года (день, когда начался показ 11 сезона сериала) Comedy Central предоставил пользователям Microsoft Xbox 360 Live возможность бесплатно скачать эпизод в улучшенном «High Definition»-качестве. Закачивание эпизода было доступно две недели в США, Канаде, Бельгии, Нидерландах, Гонконге, Корее, Тайване, Сингапуре, Австралии и Новой Зеландии.
Кроме того, компания Best Buy с 20 марта до 3 апреля 2007 года продавала HD DVD с эпизодом в улучшенном качестве для консоли Xbox 360 или любого HD DVD-привода. Диск был двухсторонним DVD & HD DVD с единственным лейблом на внутренней стороне диска. (так же выглядел и диск с полнометражным фильмом «Саут-Парк: большой, длинный и необрезанный»). В 2009 году, после выхода серии Кольцо транслируется в HDTV и в четкости 1080i. Впоследствии все предыдущие эпизоды сериала подверглись ремастерингу: было улучшено качество изображения, а также изменено соотношение сторон экрана (с 4:3 на 16:9).

## Let’s Fighting Love
Во время эпизода «сражения» и на финальных титрах эпизода звучит песня «Let’s Fighting Love»; в ней перемешаны бессмысленные строчки на английском и японском языках. Песня спета Треем Паркером, который знает японский и известен своей любовью к японским языку и культуре.
| Текст на японском                  | Перевод на английский                  | Перевод на русский                      |
| ---------------------------------- | -------------------------------------- | --------------------------------------- |
| Suba-ra-shi chin chin mono         | Wonderful «chin chin» thing            | Прекрасная штука «тин-тин»              |
| Kintama no kame aru                | There are hairs at balls               | На яйцах растут волосы                  |
| Sore no oto saru bo bo             | That’s sound «saru bo bo»              | Это звук трахающихся обезьян?           |
| Iye! Ninja ga imasuuuuuuuu         | Iye! Ninja is here!                    | Нет! Это Ниндзя здесь!                  |
| Hey hey let’s go kenka suru        | Hey hey let’s go fighting!             | Эй, эй, давай сражаться!                |
| Taisetsu no mono protect my balls! | The Important thing: protect my balls! | Самое важное — защитить мои яйца!       |
| Boku ga warui so let’s fighting…   | I am bad, so let’s fighting…           | Я плохой, так что давай сражаться…      |
| Let’s fighting love!               | Let’s fighting love!                   | Давай сражаться за любовь!              |
| Kono uta chotto baka               | This song is a little stupid           | Эта песня слегка тупая                  |
| Wake ga wakaranai                  | This isn’t make sense                  | И смысла в ней нет                      |
| Eigo ga mecha-kucha                | English is fucked up                   | Английский — ебанутый язык              |
| Daijobu — we do it all the time!   | It’s OK! We do it all the time!        | Всё в порядке! Мы делаем это всё время! |

## Пародии
- Когда Кайл пытается выбросить своё оружие, Картман говорит ему о том, что он не сможет, со словами: «Ты ведь знаешь, что это правда». Это отсылка к эпизоду из фильма «Звёздные войны. Эпизод V. Империя наносит ответный удар», когда Дарт Вейдер признаётся Люку Скайуокеру, что он его отец.
- Эпизод высмеивает американские принципы цензуры, согласно которым насилие воспринимается обыденностью, а эротика и порнография вызывают общественные потрясения.
- На витрине у торговца оружием в отделе «экзотические ножи» выложен нож, очень похожий на клингонский кинжал Д’к таг

## Факты
- В этом эпизоде Картман впервые в споре с Кайлом упоминает фильм Мела Гибсона «Страсти Христовы»; в дальнейшем эта линия получит развитие в ряде эпизодов, особенно полно — в серии «Страсти жидовы». Картман называет Гибсона «Безумный Макс», что является отсылкой к фильму с его участием «Безумный Макс 2: Воин дороги».
- В качестве оружия Стэн использует тонфы, Кайл и Токен - нунчаки, Картман - саи, Клайд - боевые мотыги, Крейг - вакидзаси, Джимми - свои костыли (хотя и воображает вместо них посох дзё), а Кенни - сюрикэны.
- Джимми — единственный, кто не покупал оружие ниндзя. Ему оно не нужно. Его костыли стали палки-кали, а нарукавники на них — частью его доспехов.
- Сцена с испражняющимися собаками на Баттерса была вырезана из телевизионной версии эпизода.
- В телевизионной версии эпизода кадр с пенисом Картмана был намеренно размыт.
- Стэн знает, что профессор Хаос — это Баттерс. Он узнал данный секрет в эпизоде «Я и мое будущее», но не показывает этого. Возможно, он просто забыл.
- Когда Крейг, Токен, Джимми, Клайд, Картман, Кенни, Кайл и Стэн бьются в аниме, можно отчетливо видеть, как Джимми прыгает, хотя, будучи инвалидом он должен быть не в состоянии делать это (разве что слегка подпрыгнуть, используя только силу рук, при должном навыке и тренировке). Эта нестыковка, вероятно, аналогична черноволосому воплощению Кайла, имеющего в реальной жизни вьющуюся рыжую шевелюру, это может быть просто игрой воображения в идеальное я.
- Переодеваясь профессором Хаосом, Баттерс называет себя «милым восьмилетним мальчиком». Однако ко времени событий этого эпизода ему уже исполнилось девять.